# Driver Verifier
Driver Verifier è uno strumento incluso in Microsoft Windows che sostituisce le subroutine predefinite del sistema operativo con quelle appositamente sviluppate per rilevare i bug dei driver di dispositivo. Una volta abilitato, monitora e sollecita i driver a rilevare chiamate o azioni di funzioni che potrebbero causare la corruzione del sistema. Agisce all'interno della modalità kernel e può indirizzare specifici driver di dispositivo per il controllo continuo o rendere multithreading la funzionalità di verifica del driver, in modo che diversi driver di dispositivo possano essere stressati contemporaneamente. Può simulare determinate condizioni come memoria insufficiente, verifica Input/output, tracciamento pool di memoria, controllo IRQL, rilevamento deadlock, controlli DMA, registrazione IRP, ecc. Il verificatore funziona forzando i driver a lavorare con risorse minime, facendo manifestare immediatamente potenziali errori che potrebbero verificarsi solo raramente in un sistema funzionante. Gli errori di sistema in genere fatali sono generati dai driver stressati nell'ambiente di test, producendo core dump che possono essere analizzati e sottoposti a debugging immediatamente; senza stress, si verificherebbero guasti intermittenti sul campo, senza adeguate strutture per la risoluzione dei problemi. 
Driver Verifier (Verifier.exe) è stato introdotto per la prima volta come utilità da riga di comando in Windows 2000; in Windows XP, ha ottenuto un'interfaccia utente grafica di facile utilizzo, denominata Driver Verifier Manager, che consentiva di abilitare un set standard o personalizzato di impostazioni per selezionare quali driver testare e verificare. Da allora ogni nuova versione di Windows ha introdotto numerosi nuovi controlli più rigorosi per testare e verificare i driver e rilevare nuovi casi di difetti dei driver. 
Driver Verifier non viene normalmente utilizzato su macchine utilizzate nel lavoro produttivo. Può causare la comparsa di errori non rilevati e relativamente innocui nei driver, in particolare quelli non firmati digitalmente dai Laboratori di qualità hardware di Windows, che causano errori irreversibili del sistema della schermata blu di errore. Inoltre, i driver di risorse non funzionano e rallentano il funzionamento generale se i vincoli imposti da Verifier non vengono invertiti dopo il debug. Microsoft sconsiglia di verificare tutti i driver contemporaneamente.